# الدين في الكشافة

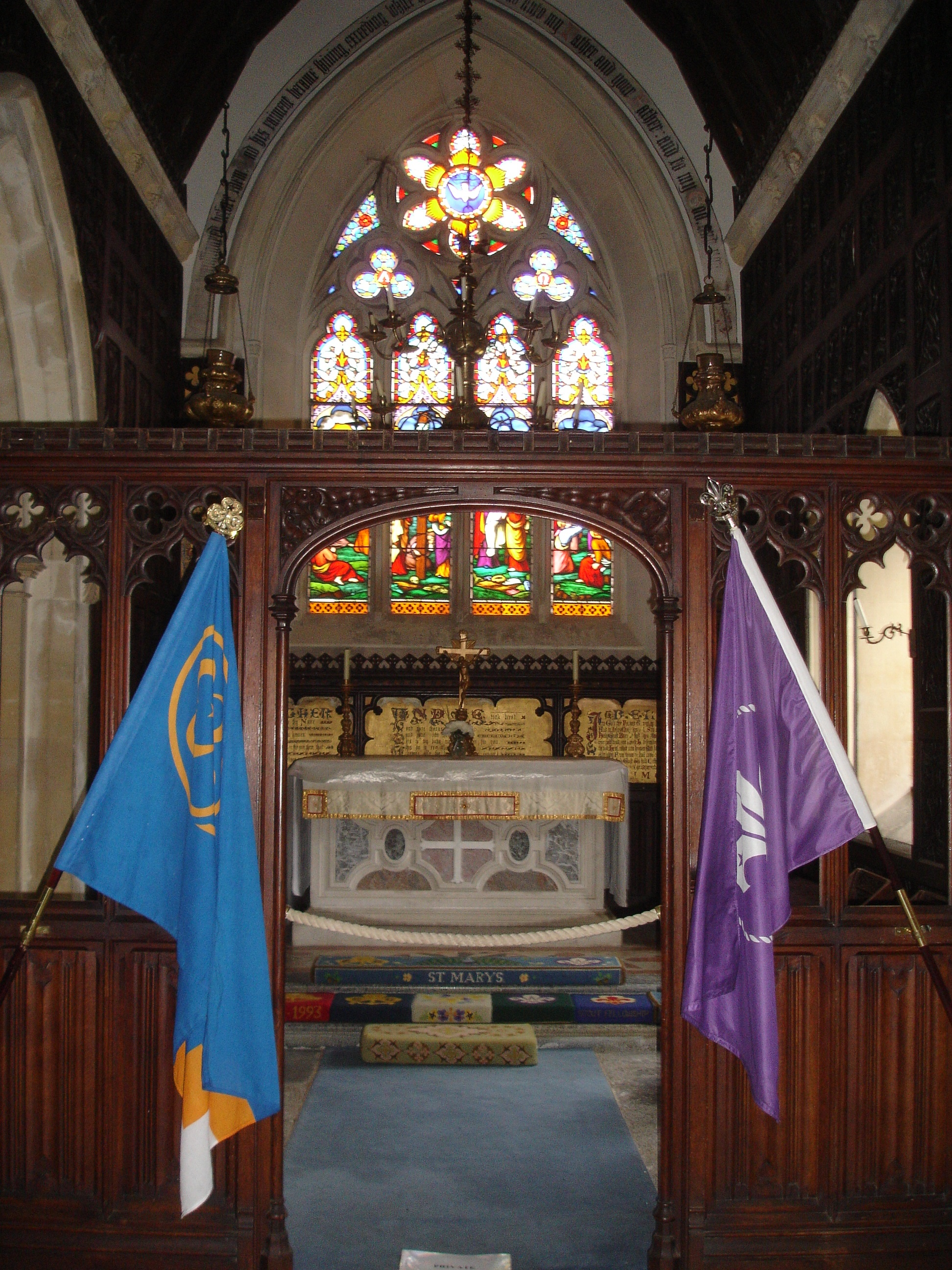

الدين في الكشفية والإرشادية هو جانب من جوانب الطريقة الكشفية التي تم ممارستها بشكل مختلف، ونظرا لتفسيرات مختلفة على مر السنين.
وعلى النقيض من فقط المسيحية لواء للبيني، والتي بدأت قبل عقدين من الزمن، التي تأسست بادن باول الحركة الكشفية كمنظمة الشباب (مع الأولاد باسم 'الكشافة والفتيات باسم' المرشدات ')، التي كانت مستقلة عن أي واحد الإيمان أو الدين، ولكن لا يزال محتجزا أن الروحانية والاعتقاد في أعلى السلطة كانت أساسية لتنمية الشباب.
المنظمات الكشفية حرة في تفسير طريقة النحو المنصوص عليه من قبل المؤسس. كما أصبح العالم الحديث أكثر علمانية وكما أصبحت العديد من المجتمعات أكثر تنوعا دينيا، وقد تسبب هذا سوء الفهم والخلافات في بعض المنظمات الأعضاء وطنية.

## روابط خارجية
- Spiritual Dimension - WOSM
- Scouting, and Spiritual Development - WOSM
- Exploring Spirituality - Introduction & Modules 1-4 - 5-9 - 10 - الجمعية العالمية للمرشدات وفتيات الكشافة
- Religious Directory - UISGE-FSE